# Ludwika Windsor

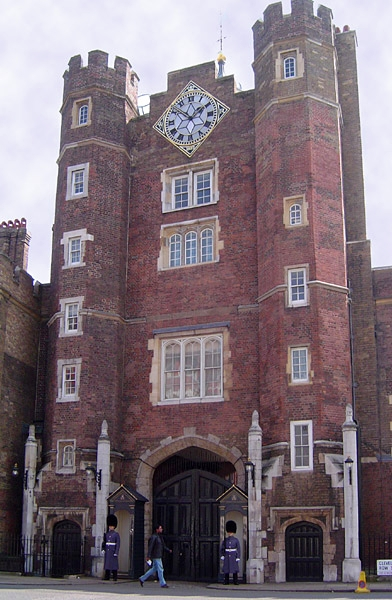
Pałac Świętego Jakuba w Londynie

Lady Ludwika Mountbatten-Windsor (Louise Alice Elizabeth Mary, ur. 8 listopada 2003 we Frimley Park Hospital w Surrey) – potomkini brytyjskiej rodziny królewskiej z dynastii Windsorów, córka Edwarda, księcia Edynburga i jego żony, Zofii, księżnej Edynburga; wnuczka królowej Elżbiety II; znajduje się w linii sukcesji brytyjskiego tronu.

## Rodzina i edukacja
6 maja 2003 rodzina królewska ogłosiła, że trzeci syn królowej Elżbiety II, Edward, hrabia Wessexu i jego żona, Zofia, hrabina Wessexu spodziewają się narodzin swojego pierwszego dziecka. 
Ludwika urodziła się 8 listopada 2003 we Frimley Park Hospital w Surrey. Poród odbył się na miesiąc przed planowanym terminem, ponieważ doszło do przedwczesnego odklejenia się łożyska i hrabina przeszła zabieg cesarskiego cięcia w trybie pilnym. Dziecko zostało przewiezione do oddziału neonatologicznego Szpitala Świętego Jerzego w Londynie. Książę Edward był w tym czasie z oficjalną wizytą na Mauritiusie i nie zdążył na poród. Ludwika została wypisana ze szpitala 23 listopada.
Jej dziadkami byli ze strony ojca Filip, książę Edynburga, urodzony w greckiej rodzinie królewskiej i Elżbieta II, królowa Zjednoczonego Królestwa z dynastii Windsorów; natomiast ze strony matki Christopher Bournes Rhys-Jones, sprzedawca samochodów i jego żona, Mary O’Sullivan, sekretarka.
Ma młodszego brata, hrabiego Jakuba.
27 listopada 2003 ogłoszono imiona dziewczynki: Ludwika Alicja (po matce księcia Filipa) Elżbieta (po babce ze strony ojca) Maria (po babce ze strony matki).
Została ochrzczona w kościele anglikańskim w prywatnej kaplicy Zamku Windsor przez dziekana Windsoru dnia 24 kwietnia 2004. Jej rodzicami chrzestnymi zostali: lady Sarah Chatto (cioteczna siostra ojca), lord Ivar Mountbatten (krewny ojca), lady Alexandra Etherington (krewna ojca), Francesca Schwarzenbach i Rupert Elliot. Była ostatnią osobą, która w czasie ceremonii swojego chrztu ubrana była w oryginalny strój, powstały w 1840 dla księżniczki Wiktorii, najstarszej córki królowej Wiktorii. Kolejne osoby z rodziny królewskiej używały kopii tego ubrania, by uchronić oryginał przed zniszczeniem.
Była uczennicą St George's School w Zamku Windsor, podobnie jak jej stryjeczna siostra, księżniczka Eugenia.
W latach 2017–2022 uczęszczała do St. Mary's School w Ascot w Berkshire, gdzie zdała egzaminy końcowe z języka angielskiego, historii, polityki i teatru.
We wrześniu 2022 rozpoczęła studia na kierunku literatura angielska na University of St Andrews w szkockim Fife.

## Związki z rodziną królewską
Lady Ludwika urodziła się za panowania swojej babki, królowej Elżbiety II. Jako wnuczka brytyjskiego monarchy w linii męskiej, uprawniona była od urodzenia do używania predykatu Jej Królewskiej Wysokości Księżniczki Zjednoczonego Królestwa oraz tytułu księżniczki Wessexu, związanego z tytułem jej ojca. Rodzice Ludwiki ogłosili, że będzie tytułowana jak córka hrabiego (lady), a nie jak córka księcia (księżniczka); zaznaczono jednak, że po ukończeniu osiemnastego roku życia może samodzielnie zdecydować o tym, jakich tytułów chce używać w przyszłości.
Po urodzeniu została wpisana na ósme miejsce w linii sukcesji brytyjskiego tronu, za księciem Karolem, księciem Wilhelmem, księciem Henrykiem, księciem Andrzejem, księżniczką Beatrycze, księżniczką Eugenią i księciem Edwardem.
W 2008 jedno z jezior na północy kanadyjskiej prowincji Manitoba nazwane zostało jej imieniem.
W czerwcu 2011 po raz pierwszy wzięła udział w obchodach Trooping the Colour.
W kwietniu 2015 towarzyszyła swoim rodzicom w oficjalnej wizycie dyplomatycznej do Południowej Afryki.
W grudniu 2018 razem z matką zasiadła na widowni brytyjskiego Tańca z gwiazdami.
9 kwietnia 2021 zmarł jej dziadek, Filip, książę Edynburga. Ludwika wzięła udział w ceremonii pogrzebowej na zamku Windsor oraz we mszy dziękczynnej za jego życie w opactwie westminsterskim w marcu 2022. W związku ze wspólną pasją, jaka łączyła ją z dziadkiem (jeździectwo), odziedziczyła jego dwa konie i powóz. Prowadziła ten powóz m.in. w czasie Royal Windsor Horse Show 2021.
We wrześniu 2021 udzieliła swojego pierwszego wywiadu telewizyjnego, który poświęcony był pamięci księcia Edynburga.
W czerwcu 2022 była gościem obchodów jubileuszu 70 lat panowania królowej Elżbiety II.
8 września 2022 zmarła babka Ludwiki, królowa Elżbieta II, a nowym monarchą został jej stryj, Karol III. Razem z członkami rodziny królewskiej uczestniczyła w nabożeństwie w intencji monarchini w Crathie Kirk i oglądała pozostawione przez poddanych pamiątki.
17 września Ludwika razem ze swoim bratem i ciotecznym rodzeństwem: księciem Wilhelmem, księciem Henrykiem, Peterem Phillipsem, Zarą Tindall, księżniczką Beatrycze i księżniczką Eugenią wystąpiła w 15-minutowym czuwaniu wnuków przy trumnie królowej w Westminster Hall. Wnuczki Elżbiety II zostały pierwszymi wnuczkami-kobietami monarchy w historii, które pełniły wartę w czasie wystawienia trumny na widok publiczny.
19 września w towarzystwie rodziców i brata wzięła udział w pogrzebie królowej w opactwie westminsterskim. 
W marcu 2023 jej ojciec otrzymał od króla tytuł księcia Edynburga (który po śmierci księcia powróci do korony i nie będzie dziedziczony). Zgodnie z uczynionymi wcześniej postanowieniami używany tytuł Ludwiki nie uległ zmianie (pomimo że ma prawo tytułować się księżniczką Edynburga), natomiast jej brat odziedziczył po ojcu tytuł hrabiego Wessexu. Sytuacja wywołała medialną dyskusję o niesprawiedliwości obowiązującego prawa, które pomija córki w dziedziczeniu tytułów swoich ojców.

## Życie prywatne
Po narodzinach rozpoznano u niej zeza.
W lutym 2018 doznała złamania lewej kończyny dolnej podczas rodzinnych wakacji w St Moritz.
Lady Ludwika interesuje się jeździectwem. W maju 2019 brała udział w Royal Windsor Horse Show.

## Genealogia

### Przodkowie
| Prapradziadkowie     | Jerzy I, król Greków ∞ Olga, królowa Greków                                | Ludwik Mountbatten, 1. markiz Milford Haven ∞ Wiktoria, markiza Milford Haven | Jerzy V, król Zjednoczonego Królestwa ∞ Maria, królowa Zjednoczonego Królestwa     | Claude Bowes-Lyon, 14. hrabia Strathmore i Kinghorne ∞ Cecilia, hrabina Strathmore i Kinghorne | Theophilus Rhys-Jones ∞ Sarah Rhys-Jones        | Lawrence Molesworth ∞ Anna Molesworth           | Michael O’Sullivan ∞ Mary O’Sullivan            | George Stokes ∞ Emma Stokes                     |
| Pradziadkowie        | Książę Andrzej z Grecji i Danii ∞ Alicja, księżna Andrzej z Grecji i Danii | Książę Andrzej z Grecji i Danii ∞ Alicja, księżna Andrzej z Grecji i Danii    | Jerzy VI, król Zjednoczonego Królestwa ∞ Elżbieta, królowa Zjednoczonego Królestwa | Jerzy VI, król Zjednoczonego Królestwa ∞ Elżbieta, królowa Zjednoczonego Królestwa             | Theophilus Rhys-Jones ∞ Margaret Rhys-Jones     | Theophilus Rhys-Jones ∞ Margaret Rhys-Jones     | Cornelius O’Sullivan ∞ Doris O’Sullivan         | Cornelius O’Sullivan ∞ Doris O’Sullivan         |
| Dziadkowie           | Filip, książę Edynburga ∞ Elżbieta II, królowa Zjednoczonego Królestwa     | Filip, książę Edynburga ∞ Elżbieta II, królowa Zjednoczonego Królestwa        | Filip, książę Edynburga ∞ Elżbieta II, królowa Zjednoczonego Królestwa             | Filip, książę Edynburga ∞ Elżbieta II, królowa Zjednoczonego Królestwa                         | Christopher Rhys-Jones ∞ Mary Rhys-Jones        | Christopher Rhys-Jones ∞ Mary Rhys-Jones        | Christopher Rhys-Jones ∞ Mary Rhys-Jones        | Christopher Rhys-Jones ∞ Mary Rhys-Jones        |
| Rodzice              | Edward, hrabia Wessexu ∞ Zofia, hrabina Wessexu                            | Edward, hrabia Wessexu ∞ Zofia, hrabina Wessexu                               | Edward, hrabia Wessexu ∞ Zofia, hrabina Wessexu                                    | Edward, hrabia Wessexu ∞ Zofia, hrabina Wessexu                                                | Edward, hrabia Wessexu ∞ Zofia, hrabina Wessexu | Edward, hrabia Wessexu ∞ Zofia, hrabina Wessexu | Edward, hrabia Wessexu ∞ Zofia, hrabina Wessexu | Edward, hrabia Wessexu ∞ Zofia, hrabina Wessexu |
| Lady Ludwika Windsor |                                                                            |                                                                               |                                                                                    |                                                                                                |                                                 |                                                 |                                                 |                                                 |